# Ina Hein
Ina Hein (* 1968 in Heidelberg) ist eine deutsche Japanologin.

## Leben
Von 1988 bis 1996 studierte sie Japanologie und Anglistik an der Universität Trier und der Ôbirin-Universität (Tôkyô) 1998 absolvierte sie eine Postgraduiertenstudium an der Tôyô Eiwa Jogakuin Daigaku (Yokohama), gefördert durch den DAAD. Von 2000 bis 2002 war sie Stipendiatin im interdisziplinären DFG-Graduiertenkolleg Identität und Differenz. Geschlechterkonstruktion und Interkulturalität (18.-20. Jahrhundert) an der Universität Trier. Nach der Promotion 2003 zum Dr. phil. (Japanologie) war sie 2003 wissenschaftliche Angestellte im DFG-Projekt Die 'Hin- bzw. Rückwendung nach Asien' in Literatur, Medien und Populärkultur Japans. Ein Faktor zur Herausbildung einer 'asiatischen Identität'? in Trier. Von 2003 bis 2010 war sie wissenschaftliche Angestellte im Fach Modernes Japan an der Heinrich-Heine-Universität Düsseldorf. Von 2010 bis 2012 lehrte sie als Gastprofessorin für Japanologie mit kulturwissenschaftlicher Ausrichtung in Wien. Seit August 2012 hat sie die Professur für Japanologie mit kulturwissenschaftlicher Ausrichtung am Institut für Ostasienwissenschaften der Universität Wien inne.
Ihre Forschungsschwerpunkte sind japanische Gegenwartsliteratur, Geschlechterverhältnisse in Japan, Konstruktionen anderer asiatischer Länder in japanischer Literatur, Kinofilm und Fernsehserien und mediale und literarische Repräsentationen Okinawas im gegenwärtigen Japan.

## Schriften (Auswahl)
- als Übersetzerin: Amy Yamada: Nächte mit Spoon. Roman. Zürich 2008, ISBN 978-3-250-60116-6.
- Under construction. Geschlechterbeziehungen in der Literatur populärer japanischer Gegenwartsautorinnen. München 2008, ISBN 978-3-89129-532-8.
- als Herausgeberin mit Isabelle Prochaska-Meyer: 40 years since reversion. Negotiating the Okinawan difference in Japan today. Wien 2015, ISBN 978-3-900362-27-0.